# 日本洗浄技能開発協会
公益社団法人日本洗浄技能開発協会（にほんせんじょうぎのうかいはつきょうかい）は、旧厚生労働省所管の社団法人。1975年（昭和50年）設立。法人設立は1994年（平成6年）。

## 概要
- 所在：東京都千代田区神田須田町1-4-4 神田須田町ビル5F

## 事業
- 産業洗浄技能検定を行っている。